# Turmhügel Eisenwind
Der Turmhügel Eisenwind ist eine abgegangene mittelalterliche Turmhügelburg (Motte) im Ortsbereich von Eisenwind, einem Gemeindeteil der Gemeinde Rugendorf im Landkreis  Kulmbach in Bayern.
Der Turmhügel der ehemaligen Mottenanlage ist heute teilweise eingeebnet und überbaut.